# Charles Pierrepont, I conte Manvers
Charles Pierrepont, I conte Manvers (Londra, 4 novembre 1737 – Londra, 17 giugno 1816), è stato un militare, politico e nobile inglese.

## Biografia

### La famiglia e i primi anni
Nato Charles Medow (talvolta indicato dalle fonti come Meadows), era il figlio secondogenito di Philip Meadows, vice-ranger di Richmond Park e di sua moglie, lady Frances Pierrepont, figlia di William, conte di Kingston (1692–1713). Sua madre era nipote ed erede apparente di Evelyn Pierrepont, I duca di Kingston-upon-Hull. William, conte di Kingston e padre di lady Frances, morì prima del padre e per questo il ducato passò all'unico suo figlio maschio, Evelyn Pierrepont, II duca di Kingston-upon-Hull, il quale era fratello di lady Frances. Il secondo duca morì senza eredi, lasciando Charles Medows, suo nipote, erede delle sue sostanze e dei suoi possedimenti ma non dei suoi titoli, che si estinsero con la sua morte.
Charles era inoltre pronipote di sir Philip Meadows (m. 1718), membro del parlamento che fu inviato speciale del regno d'Inghilterra in Hannover nel 1710 per conto della regina Anna di Gran Bretagna e tra le personalità che mediarono la successione degli Hannover al trono inglese, Il figlio di questi, Philip Meadowes era stato membro della Board of General Officiers ed aveva lavorato a stretto contatto con sir Robert Walpole, ricevendo anch'egli il titolo di cavaliere da re Guglielmo III d'Inghilterra il 23 dicembre 1700 ad Hampton Court.

### La carriera militare
Educato ad Oxford, Medows divenne marinaio della Royal Navy e venne promosso tenente di vascello il 7 agosto 1755. Divenne capitano il 5 aprile 1757 a bordo della Renown, uno sloop di 20 cannoni, ma il 17 agosto di quello stesso anno venne promosso post-captain nella fregata HMS Shannon ed entrò a far parte della Mediterranean Fleet. Rimase nella sua posizione sino all'aprile del 1761, quando il vice ammiraglio Saunders lo nominò comandante della HMS Isis (50 cannoni), rimpiazzando il capitano Captain Edward Wheeler, ucciso durante la presa della nave francese Oriflamme. Medows rimase al comando della Isis nel Mediterraneo sino alla fine della guerra nel 1763 e nel 1769 si ritirò dalla marina.

### L'eredità
Nel 1773, lo zio di Charles, Evelyn Pierrepont, II duca di Kingston-upon-Hull, morì lasciandogli tutti i suoi beni ed il possesso di Thoresby Hall, divisi in parti uguali con la moglie Elizabeth, duchessa di Kingston. Il nipote del duca, quindi, accusò pubblicamente la zia di bigamia e quindi contestò il testamento del defunto zio. La cosa non ebbe alcun effetto sull'eredità e pertanto ella fu in grado di mantenere la sua parte delle sostanze dei Pierrepont sino alla sua morte, che avvenne nell'agosto del 1788. Ottenendo la sua parte di eredità, Charles Medows decise anche di adottare il cognome Pierrepont con licenza reale.

### La carriera politica
Le ottime connessioni che la famiglia Medows vantava in ambito politico spinsero Charles ad abbracciare la carriera politica, schierandosi con la corrente Whig e legandosi particolarmente a Horace Walpole, figlio del primo ministro sir Robert Walpole. Medows divenne membro del parlamento per il Nottinghamshire nel dicembre del 1778, continuando a sedere alla camera dei comuni sino al 1796. In parlamento, supportò il duca di Portland, la cui influenza lo aiutò ad ottenere il titolo di barone Pierrepont, di Holme Pierrepont nella contea di Nottingham, e poi quello di visconte Newark, di Newark-on-Trent nella contea di Nottingham, il 23 luglio 1796; il 1º aprile 1806 ottenne la promozione a conte Manvers. Alla camera dei lord, il conte Manvers appoggiò le riforme agricole e fu vicepresidente della Board of Agriculture nel 1803. Morì nel 1816 e venne sepolto a Holme Pierrepont.

## Matrimonio e figli
Charles sposò Anne Orton Mills, figlia di William Mills di Richmond, nel 1774. La coppia ebbe in tutto cinque figli:
- Evelyn Henry Frederick Pierrepont (1775–1801).
- Charles Herbert Pierrepont, II conte Manvers (1778–1860).
- Henry Manvers Pierrepont (1780–1858).
- Philip Sydney Pierrepont (13 giugno 1786 – 15 febbraio 1864), sposò il 19 agosto 1810 Georgiana Browne, morì senza eredi.
- Frances Augusta Pierrepont (m. 1847), sposò il 20 ottobre 1802 l'ammiraglio William Bentinck (1746–1813); si risposò in seconde nozze il 30 luglio 1821 con Henry William Stephens.

## Ascendenza
|                                                 |                                                 |                      | Genitori                               |  |  | Nonni |  |  | Bisnonni       |  |  | Trisnonni      |  |
|                                                 |                                                 |                      |                                        |  |  |       |  |  | Philip Meadows |  |  | Daniel Meadows |  |
|                                                 |                                                 |                      |                                        |  |  |       |  |  | Philip Meadows |  |  | Daniel Meadows |  |
|                                                 |                                                 | Elizabeth            |                                        |  |  |       |  |  | Philip Meadows |  |  |                |  |
| Philip Meadows                                  |                                                 |                      |                                        |  |  |       |  |  | Philip Meadows |  |  |                |  |
|                                                 |                                                 | Constance Lucy       | Francis Lucy                           |  |  |       |  |  |                |  |  |                |  |
|                                                 |                                                 | Constance Lucy       | Francis Lucy                           |  |  |       |  |  |                |  |  |                |  |
|                                                 |                                                 | Constance Lucy       |                                        |  |  |       |  |  |                |  |  |                |  |
| Philip Meadows                                  |                                                 | Constance Lucy       |                                        |  |  |       |  |  |                |  |  |                |  |
|                                                 |                                                 | Edward Boscawen      | Hugh Boscawen                          |  |  |       |  |  |                |  |  |                |  |
|                                                 |                                                 | Edward Boscawen      | Hugh Boscawen                          |  |  |       |  |  |                |  |  |                |  |
|                                                 |                                                 | Edward Boscawen      | Margaret Rolle                         |  |  |       |  |  |                |  |  |                |  |
| Dorothy Boscawen                                |                                                 | Edward Boscawen      |                                        |  |  |       |  |  |                |  |  |                |  |
|                                                 |                                                 | Jael Godolphin       | Francis Godolphin                      |  |  |       |  |  |                |  |  |                |  |
|                                                 |                                                 | Jael Godolphin       | Francis Godolphin                      |  |  |       |  |  |                |  |  |                |  |
|                                                 |                                                 | Jael Godolphin       | Dorothy Berkeley                       |  |  |       |  |  |                |  |  |                |  |
| Charles Pierrepont, I conte Manvers             |                                                 | Jael Godolphin       |                                        |  |  |       |  |  |                |  |  |                |  |
|                                                 | Evelyn Pierrepont, I duca di Kingston-upon-Hull | Robert Pierrepont    |                                        |  |  |       |  |  |                |  |  |                |  |
|                                                 | Evelyn Pierrepont, I duca di Kingston-upon-Hull | Robert Pierrepont    |                                        |  |  |       |  |  |                |  |  |                |  |
|                                                 | Evelyn Pierrepont, I duca di Kingston-upon-Hull | Elizabeth Evelyn     |                                        |  |  |       |  |  |                |  |  |                |  |
| William Pierrepont, conte di Kingston-upon-Hull | Evelyn Pierrepont, I duca di Kingston-upon-Hull |                      |                                        |  |  |       |  |  |                |  |  |                |  |
|                                                 |                                                 | Mary Feilding        | William Feilding, III conte di Denbigh |  |  |       |  |  |                |  |  |                |  |
|                                                 |                                                 | Mary Feilding        | William Feilding, III conte di Denbigh |  |  |       |  |  |                |  |  |                |  |
|                                                 |                                                 | Mary Feilding        | Mary King                              |  |  |       |  |  |                |  |  |                |  |
| Frances Pierrepont                              |                                                 | Mary Feilding        |                                        |  |  |       |  |  |                |  |  |                |  |
|                                                 |                                                 | Thomas Bayntun       | Edward Bayntun                         |  |  |       |  |  |                |  |  |                |  |
|                                                 |                                                 | Thomas Bayntun       | Edward Bayntun                         |  |  |       |  |  |                |  |  |                |  |
|                                                 |                                                 | Thomas Bayntun       | Stuarta Thynne                         |  |  |       |  |  |                |  |  |                |  |
| Rachel Bayntun                                  |                                                 | Thomas Bayntun       |                                        |  |  |       |  |  |                |  |  |                |  |
|                                                 |                                                 | Elizabeth Willoughby |                                        |  |  |       |  |  |                |  |  |                |  |
|                                                 |                                                 |                      |                                        |  |  |       |  |  |                |  |  |                |  |
|                                                 |                                                 |                      |                                        |  |  |       |  |  |                |  |  |                |  |
|                                                 |                                                 |                      |                                        |  |  |       |  |  |                |  |  |                |  |